# Erik Selvig
Il dottor Erik Selvig è un personaggio interpretato da Stellan Skarsgård nella serie di film appartenenti al franchise del Marvel Cinematic Universe (MCU) che compare per la prima volta nel film Thor (2011) ad opera di Ashley Edward Miller, Zack Stentz e Don Payne.
Geniale astrofisico creato appositamente per il Marvel Cinematic Universe per ricoprire un ruolo di supporto scientifico alle azioni di Thor o degli Avengers, il dottor Selvig ha successivamente riscosso una tale popolarità da venire introdotto ufficialmente nell'Universo Marvel fumettistico come scienziato dello S.H.I.E.L.D..

## Biografia del personaggio

### Primi anni
Erik Selvig nasce il 1953. Di origini scandinave, Selvig cresce con le storie riguardo ai miti di Asgard, come Thor e il Bifrost. In età adulta, diventa professore di astrofisica teorica alla Culver University, dove conosce il dottor Bruce Banner. Durante la sua carriera come professore universitario incontra Jane Foster, il cui padre era suo collega, prendendola sotto la sua ala.

### Incontro con Thor
Selvig, Foster e Darcy Lewis stavano viaggiando verso il Nuovo Messico per studiare astrofisica termonucleare. Mentre facevano ricerche nel deserto, una tempesta li colpisce, e un Thor senza forze appare improvvisamente. Il trio lo porta in un ospedale locale, ma Thor scappa, prima di essere catturato dallo S.H.I.E.L.D.. Una volta allo S.H.I.E.L.D., afferma di essere un uomo chiamato Donald Blake, e viene quindi rilasciato. Nel frattempo, il fratello di Thor, Loki, ha mandato il Distruttore sulla Terra per uccidere Thor. Dopo una battaglia brutale in cui prevale Thor, l'eroe abbandona la Terra per fare ritorno ad Asgard, dando il suo addio al dottor Selvig. Dopo l'incidente, Nick Fury lo recluta per studiare il Tesseract, mentre era inconsapevolmente sotto il controllo di Loki.

### Sotto il controllo di Loki
Durante la ricerca sul Tesseract, Loki apre un portale e arriva sulla Terra. Loki uccide diversi agenti dello S.H.I.E.L.D.  e prende Selvig e Clint Barton / Occhio di Falco, sotto il suo controllo. In un luogo segreto, Selvig ha lavorato per stabilizzare il Tesseract. Successivamente, portò il Tesseract nel punto più alto della Stark Tower e aprì un portale, evocando i Chitauri, che iniziarono a invadere New York. Lì è stato affrontato da Tony Stark, che lo ha messo fuori combattimento. Ora, libero dal controllo mentale di Loki, rivela a Natasha Romanoff che avrebbero potuto usare lo scettro di Loki per disabilitare il portale. Romanoff disabilita il portale mentre gli altri Avengers riescono a fermare l'invasione. Successivamente, Selvig viene confortato da Thor, al quale consegna il Tesseract.

### Fermando la convergenza
Un anno dopo, l'effetto del controllo mentale di Loki colpì profondamente Selvig, causandogli un esaurimento nervoso. Thor viene a chiedere il suo aiuto, mentre Malekith, un elfo oscuro, stava per scatenare un evento di distruzione chiamato "la Convergenza". Ha lavorato con Foster e Lewis per sviluppare dispositivi di teletrasporto per inviare Malekith e il suo esercito nel loro regno. Thor sconfisse gli Elfi e li rimandò nel loro regno.

### Vita successiva
Nel 2015, Selvig si era completamente ripreso dal suo crollo. Mentre lasciava una conferenza, Thor chiese il suo aiuto, per continuare la visione datagli da Wanda Maximoff. Thor lo portò nelle Acque della Vista, dove Thor ebbe visioni delle sei Gemme dell'Infinito. Quando Thor ha perso il controllo del suo corpo, Selvig lo salva e i due hanno abbandonato il luogo. Dopo che i Vendicatori hanno fermato il piano di Ultron per la distruzione del mondo, si è unito al nuovo Avengers Compound e ha iniziato il suo lavoro per aiutare gli Avengers a mantenere il mondo al sicuro.
Nel 2018, Selvig viene ucciso da Thanos durante il Blip ma è stato riportato in vita nel 2023 da Banner. Qualche tempo dopo, ha ospitato uno speciale Nova dedicato al ponte di Einstein-Rosen.

## Concezione e sviluppo
Introdotto nel film del 2011 Thor come personaggio secondario, originariamente avrebbe dovuto chiamarsi "Professor Andrews" ed è stato concepito appositamente per Skarsgård, il quale ha infatti dichiarato di essere estraneo ai fumetti Marvel Comics e di aver accettato il ruolo principalmente per poter lavorare con Kenneth Branagh affermando che: «La sceneggiatura era buona e abbiamo avuto l'occasione di parlare con gli autori per collaborare nella stesura e adattarla a noi. Così mi sono divertito molto [sul set]. Ciò che cerco sempre di fare è provare cose nuove, così posso variare la mia vita. Ho fatto più di 90 film e se avessi fatto sempre la stessa cosa più e più volte ormai mi sarei annoiato. Cerco di scegliere film diversi, faccio i grandi film così da potermi generalmente permettere di andare a fare alcuni film davvero piccoli e oscuri e sperimentare un po'». Skarsgård riprende il suo ruolo nel sequel Thor: The Dark World (2013) dove, riguardo alle condizioni mentali del personaggio ha dichiarato che: «Avere un Dio nella testa per un po' crea alcuni problemi psicologici»; l'attore svedese ha inoltre interpretato Selvig in The Avengers (2012), e Avengers: Age of Ultron (2015).
Nel 2016, poco dopo l'iniziativa editoriale All New All Different Marvel il dottor Erik Selvig viene introdotto nella continuity a fumetti rivestendo un ruolo centrale nel corso del crossover Avengers: Standoff!.

## Altri media

### Fumetti

#### Fumetti tie-in
Selvig appare nei fumetti tie-in del Marvel Cinematic Universe The Avengers Prelude: Fury's Big Week e Thor: The Dark World Prelude nella stessa veste dei film.

#### Continuity principale
Nato in Danimarca, Erik Selvig diviene una delle maggiori autorità in materia del Cubo Cosmico, motivo per cui, in giovane età, viene reclutato dallo S.H.I.E.L.D. prima come consulente esterno e poi in qualità di scienziato ufficialmente affiliato all'organizzazione spionistica. Incaricato di supervisionare e studiare Kobik, una bambina generatasi da una serie di frammenti del Cubo, Selvig viene condizionato mentalmente da quest'ultima che, essendo stata segretamente traviata dal Teschio Rosso e convinta che i valori dell'Hydra siano giusti, modifica i ricordi dello scienziato affinché divenga fedele all'organizzazione terroristica.
Eseguendo gli ordini del Teschio, Selvig propone alla direttrice Maria Hill la realizzazione di Pleasant Hill, un centro di detenzione dello S.H.I.E.L.D. in cui i supercriminali subiscano il lavaggio del cervello venendo trasformati in cittadini pacifici tramite i poteri di Kobik, iniziativa che viene realizzata nonostante in seguito il Barone Zemo si impossessi della struttura radendola al suolo e provocando un'evasione di massa nel corso della quale lo scienziato viene ferito, rapito da Zemo e trasportato con lui sull'Himalaya.
Selvig viene successivamente localizzato in Bagalia da Capitan America che, a sua volta sotto l'influenza del Teschio, simula la sua morte facendolo entrare in latitanza.

### Videogiochi
Il dottor Selvig viene menzionato in LEGO Marvel Super Heroes mentre in LEGO Marvel's Avengers è un personaggio giocabile.